# 540-549
De jaren 540-549 (van de christelijke jaartelling) zijn een decennium in de 6e eeuw.

## Belangrijke gebeurtenissen
- 540 : De Byzantijnen veroveren Ravenna op de Goten.
- 540 : Beleg van Antiochië. Khusro I verbreekt de Eeuwige vrede met de Byzantijnen en plundert Antiochië
- 541 : De Pest van Justinianus. In de Egyptische havenstad Pelusium breekt de pest uit en verspreidt zich over het gehele Oost-Romeinse Rijk.
- 541 : Totila, de nieuwe koning van de Ostrogoten hervat de Gotische Oorlog.
- 541 : Lazische Oorlog. De Sassaniden vallen het koninkrijk Lazica (West-Georgië) binnen.
- 541 : Slavische volkeren plunderen de Balkan.
- 546 : Totila plundert Rome. De bevolking van Rome verlaat op zo'n 500 gijzelaars na, de verwoeste stad.
- 549 : Begin van de Gepidenoorlog (549-567).
- 549 : Totila plundert voor een tweede maal Rome.

## Kunst en cultuur

### Architectuur
- 548 : De Basiliek van San Vitale (Ravenna) wordt ingewijd.

## Heersers

### Europa
- Beieren: Garibald I (ca. 548-595)
- Byzantijnse Rijk: Justinianus I (527-565)
- Essex: Æscwine (ca. 527-587)
- Franken:
  - Soissons: Chlotharius I (511-561)
  - Parijs: Childebert I (511-558)
  - Reims: Theudebert I (534-548), Theudowald (548-555)
- Gwynedd: Maelgwn (ca. 520-547), Rhun ap Maelgwn (ca. 547-580)
- Kent: Octa (516-540), Eormenric (540-590)
- Longobarden: Walthari (539-546), Audoin (546-565)
- Ostrogoten: Witiges (536-540), Ildibad (540-541), Erarik (541), Totila (541-552)
- Visigoten: Theudis (531-548), Theudigisel (548-549), Agila I (549-554)

### Azië
- Chalukya's (India): Pulakesin I (543-566)
- China
  - Oostelijke Wei: Xiaojingdi (534-550)
  - Westelijke Wei: Xiwei Wendi (535-551)
  - Liang: Liang Wudi (502-549), Liang Jianwendi (549-551)
- Iberië: Bakoer II (534-547), Parsman V (547-561)
- Japan: Kimmei (539-571)
- Korea
  - Koguryo: Anwon (531-545), Yangwon (545-559)
  - Paekche: Seong (523-554)
  - Silla: Beopheung (514-540), Jinheung (540-576)
- Perzië (Sassaniden): Khusro I (531-579)
- Vietnam (Ly-dynastie): Lý Nam Đế (541-548), Triệu Việt Vương (549-571)

### Religie
- paus: Vigilius (537-555)
- patriarch van Alexandrië (Grieks): Paulus (537-540), Zoïlus (540-551)
- patriarch van Alexandrië (Koptisch): Theodosius I (535-567)
- patriarch van Antiochië (Grieks): Efremus van Amidië (526-546), Domnus III (546-551)
- patriarch van Antiochië (Syrisch): Sergius van Tella (544-546)
- patriarch van Constantinopel: Mennas (536-552)
- patriarch van Jeruzalem: Petrus (524-552)

<< · 540 · 541 · 542 · 543 · 544 · 545 · 546 · 547 · 548 · 549 · >>
<< · 500-509 · 510-519 · 520-529 · 530-539 · 540-549 · 550-559 · 560-569 · 570-579 · 580-589 · 590-599 · >>